# Burnt Corn
Burnt Corn è una unincorporated community degli Stati Uniti d'America situato nella contea di Monroe dello stato dell'Alabama.